# Фаленопсис
Фаленопсис (лат. Phalaenopsis) — род эпифитных (иногда литофитных) травянистых растений семейства Орхидные из Юго-Восточной Азии, Филиппин и северо-востока Австралии. В природных условиях обитают во влажных равнинных и горных лесах.
Аббревиатура родового названия — Phal.
Многие представители рода и гибриды с их участием популярны в комнатном и оранжерейном цветоводстве, а также широко представлены в ботанических садах.

## История описания иэтимологияназвания
Первый представитель этого рода был найден на острове Амбон (Молуккские острова) немецким путешественником и натуралистом Георгом Румфом (1627—1702).
В 1752 году шведский пастор Петер Осбек нашёл ещё одно растение на маленьком островке по соседству с островом Тернате и послал гербарий Карлу Линнею, описавшему его в своей знаменитой работе «Виды растений» под именем Epidendrum amabile (эпидендрум прелестный). Слово «эпидендрум» в переводе с древнегреческого означает «живущий на дереве».
В 1825 году директор Лейденского ботанического сада Карл Блюме нашёл ещё одно растение на маленьком островке Малайского архипелага. Рассматривая джунгли в сумерки в полевой бинокль, он принял орхидеи за белых ночных бабочек. В память о своей ошибке Блюме назвал род Phalaenopsis, что означает «мотыльковоподобный» (phalania — «ночная бабочка», opsis — «сходство»).

### Синонимы
- Doritis Lindl. (1833)
- Grafia A.D.Hawkes (1966)
- Kingidium P.F.Hunt (1970)
- Kingiella Rolfe (1917)
- Lesliea Seidenf. (1988)
- Polychilos Breda (1827)
- Polystylus Hasselt ex Hassk. (1855)
- Stauritis Rchb.f. (1862)
- Stauroglottis Schauer (1843)
- Synadena Raf. (1838)

## Биологическое описание

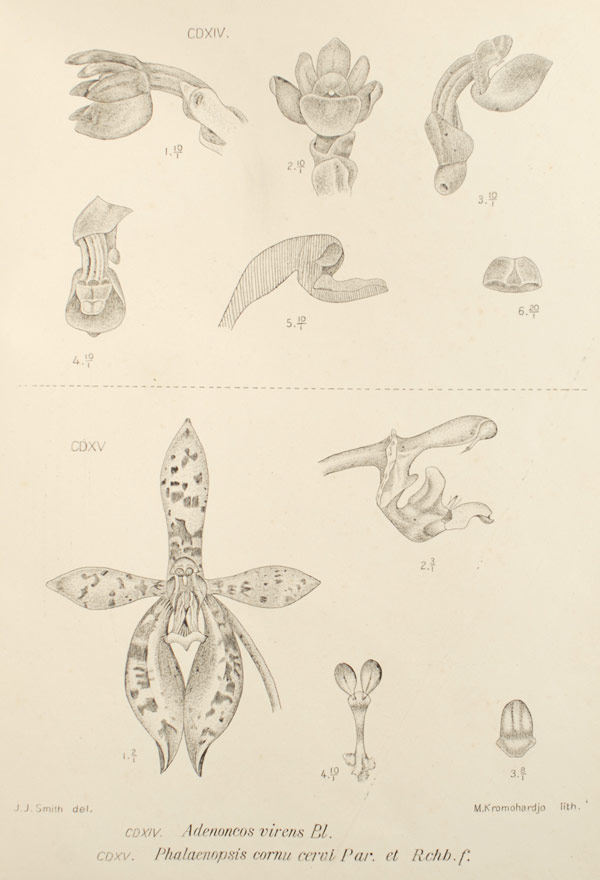
Строение цветка Phalaenopsis cornu-cervi.

Это обширный род из трибы вандовых:50, насчитывает около 70 видов. Представители рода — моноподиальные растения с сильно укороченным стеблем и широкими кожистыми листьями. Рост растения происходит только в одном направлении — вверх. Из пазух между листьями растение выпускает воздушные корни и цветоносы. У взрослого растения, как правило 4—6 листьев.
Листья вечнозелёные, длиной 5—30 см. У некоторых видов на листьях красивый мраморный рисунок.
Цветоносы пазушные, длинные, часто ветвящиеся, у многих видов с большим количеством довольно крупных цветков. Цветок напоминает по форме бабочку:50.
Корни воздушные с толстым слоем веламена, иногда уплощённые, у некоторых видов зеленоватые за счёт присутствия в них хлорофилла.
Виды, имеющие ароматные цветки: Phalaenopsis amabilis, Phalaenopsis bellina (наиболее сильный и приятный аромат по сравнению с другими видами рода), Phalaenopsis corningiana, Phalaenopsis gigantea (слабый, сладковатый аромат), Phalaenopsis lueddemanniana (сильный, приятный аромат), Phalaenopsis mannii, Phalaenopsis mariae (слабый аромат), Phalaenopsis modesta (сильный, приятный аромат), Phalaenopsis pulchra, Phalaenopsis reichenbachiana (затхлый запах), Phalaenopsis schilleriana (аромат появляется в последние недели цветения), Phalaenopsis speciosa, Phalaenopsis stuartiana (слабый аромат), Phalaenopsis sumatrana, Phalaenopsis tetraspsis (сильный аромат), Phalaenopsis venosa (неприятный запах), Phalaenopsis violacea, Phalaenopsis wilsonii.

## Систематика
По монографии E.A. Christenson: Phalaenopsis — A Monograph, Timber Press Inc., 2001.
- Подрод Proboscidiodes (Rolfe) E.A.Christ.

Phalaenopsis lowii
- Подрод Aphyllae (Sweet) E.A.Christ. (звёздочкой отмечены виды, изначально входившие в род Kingidium)

Phalaenopsis taenialis*, Phalaenopsis braceana*, Phalaenopsis finleyi*, Phalaenopsis wilsonii, Phalaenopsis stobartiana, Phalaenopsis hainanensis, Phalaenopsis honghenensis.
- Подрод Parishianae (Sweet) E.A.Christ.

Phalaenopsis appendiculata, Phalaenopsis gibbosa, Phalaenopsis lobbii, Phalaenopsis parishii.
- Подрод Polychilos (Breda) E.A.Christ.

Секция Polychilos (Breda) Rchb.f.

Phalaenopsis mannii, Phalaenopsis cornu-cervi, Phalaenopsis borneensis, Phalaenopsis pantherina.

Секция Fuscatae Sweet 

Phalaenopsis cochlearis, Phalaenopsis viridis, Phalaenopsis fuscata, Phalaenopsis kunstleri.

Секция Amboinenses Sweet

Phalaenopsis pulchra, Phalaenopsis violacea, Phalaenopsis bellina, Phalaenopsis micholitzii, Phalaenopsis fimbriata, Phalaenopsis floresensis, Phalaenopsis robinsonii, Phalaenopsis gigantea, Phalaenopsis fasciata, Phalaenopsis doweryensis, Phalaenopsis luteola, Phalaenopsis modesta, Phalaenopsis maculata, Phalaenopsis javanica, Phalaenopsis mariae, Phalaenopsis amboinensis, Phalaenopsis lueddemanniana, Phalaenopsis venosa, Phalaenopsis reichenbachiana, Phalaenopsis pallens, Phalaenopsis bastianii, Phalaenopsis hieroglyphica.

Секция Zebrina Pfitz.

Phalaenopsis inscriptiosinensis, Phalaenopsis speciosa, Phalaenopsis tetraspis, Phalaenopsis corningiana, Phalaenopsis sumatrana.
- Подрод Phalaenopsis

Секция Phalaenopsis

Phalaenopsis philippinensis, Phalaenopsis stuartiana, Phalaenopsis amabilis, Phalaenopsis aphrodite, Phalaenopsis sanderiana, Phalaenopsis schilleriana.

Секция Deliciosae E.A.Christ.

Phalaenopsis chibae, Phalaenopsis deliciosa*, Phalaenopsis mysorensis.

Секция Esmeralda Rchb.f. (ранее эти виды относились к роду Doritis)

Phalaenopsis buyssoniana, Phalaenopsis pulcherrima, Phalaenopsis regnieriana.

Секция Stauroglottis (Schauer) Benth.

Phalaenopsis equestris, Phalaenopsis celebensis, Phalaenopsis lindenii.

## Филогения
Последние исследования, основанные на молекулярных методах, привели к появлению новых взглядов на систематику и состав рода фаленопсис.
Филогенетическое дерево рода имеет две основные ветви. Первая включает в себя виды, имеющие 4 поллиния (подроды Proboscidiodes, Parishianae и секция Esmeralda в Южном Китае, Индии и Индокитае). Вторая объединяет виды с 2 поллиниями (подроды Phalaenopsis, Polychilos и секция Fuscatae в Малайзии, Индонезии и на Филиппинах). Биогеография рода фаленопсис отражает геологическую историю этих регионов.
Предполагаемый центр возникновения рода находится на юге Китая. Установлено, что различия в группе видов близких Phal. lueddemanniana произошли в плейстоцене. Секции Deliciosae и Stauroglottis разделились около 10 и 21 миллионов лет назад.

## Проблема охраны исчезающих видов
Места обитания всех видов Фаленопсисов находятся под сильным давлением человека. Во всех местах их обитания продолжается уничтожение тропических лесов и превращение их в сельскохозяйственные угодья. Чрезмерный сбор растений для экспорта с целью удовлетворения спроса со стороны коллекционеров орхидей подрывает численность видов произрастающих в ещё сохранившихся естественных местообитаниях. Некоторые виды Фаленопсисов в настоящее время известны только по описаниям, сделанным более 100 лет назад.
Чтобы защитить растения, были приняты правила, регулирующие торговлю. Все виды рода Фаленопсис входят в Приложение II Конвенции CITES. Цель Конвенции состоит в том, чтобы гарантировать, что международная торговля дикими животными и растениями не создаёт угрозы их выживанию. Реальная проблема заключается не в торговле растениями, а в разрушении естественной среды обитания в местах их произрастания.

## Виды

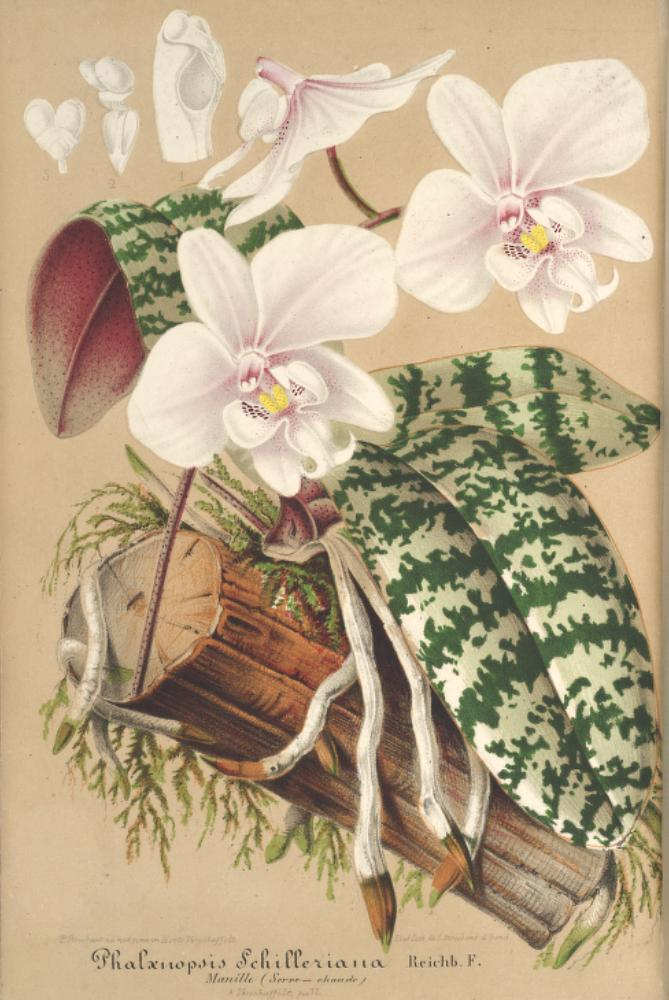
Phalaenopsis schilleriana Rchb.f 1860

- Phalaenopsis amabilistypus
- Phalaenopsis amboinensis
- Phalaenopsis aphrodite
- Phalaenopsis appendiculata
- Phalaenopsis bastianii
- Phalaenopsis bellina
- Phalaenopsis borneensis
- Phalaenopsis braceana
- Phalaenopsis buyssoniana
- Phalaenopsis celebensis
- Phalaenopsis chibae
- Phalaenopsis cochlearis
- Phalaenopsis corningiana
- Phalaenopsis cornu-cervi
- Phalaenopsis deliciosa
- Phalaenopsis doweryensis
- Phalaenopsis equestris
- Phalaenopsis fasciata
- Phalaenopsis fimbriata
- Phalaenopsis floresensis
- Phalaenopsis fuscata
- Phalaenopsis gibbosa
- Phalaenopsis gigantea
- Phalaenopsis hainanensis
- Phalaenopsis hieroglyphica
- Phalaenopsis honghenensis
- Phalaenopsis inscriptiosinensis
- Phalaenopsis javanica
- Phalaenopsis kunstleri
- Phalaenopsis lamelligera
- Phalaenopsis lindenii
- Phalaenopsis lobbii
- Phalaenopsis lowii
- Phalaenopsis lueddemanniana
- Phalaenopsis luteola
- Phalaenopsis maculata
- Phalaenopsis malipoensis
- Phalaenopsis mannii
- Phalaenopsis mariae
- Phalaenopsis micholitzii
- Phalaenopsis finleyi
- Phalaenopsis modesta
- Phalaenopsis mysorensis
- Phalaenopsis pallens
- Phalaenopsis pantherina
- Phalaenopsis parishii
- Phalaenopsis petelotii
- Phalaenopsis philippinensis
- Phalaenopsis pulcherrima
- Phalaenopsis pulchra
- Phalaenopsis regnieriana
- Phalaenopsis reichenbachiana
- Phalaenopsis robinsonii
- Phalaenopsis sanderiana
- Phalaenopsis schilleriana
- Phalaenopsis speciosa
- Phalaenopsis stobartiana
- Phalaenopsis stuartiana
- Phalaenopsis sumatrana
- Phalaenopsis taenialis
- Phalaenopsis tetraspsis
- Phalaenopsis venosa
- Phalaenopsis violacea
- Phalaenopsis viridis
- Phalaenopsis wilsonii
- Phalaenopsis zebrina

## Иллюстрации

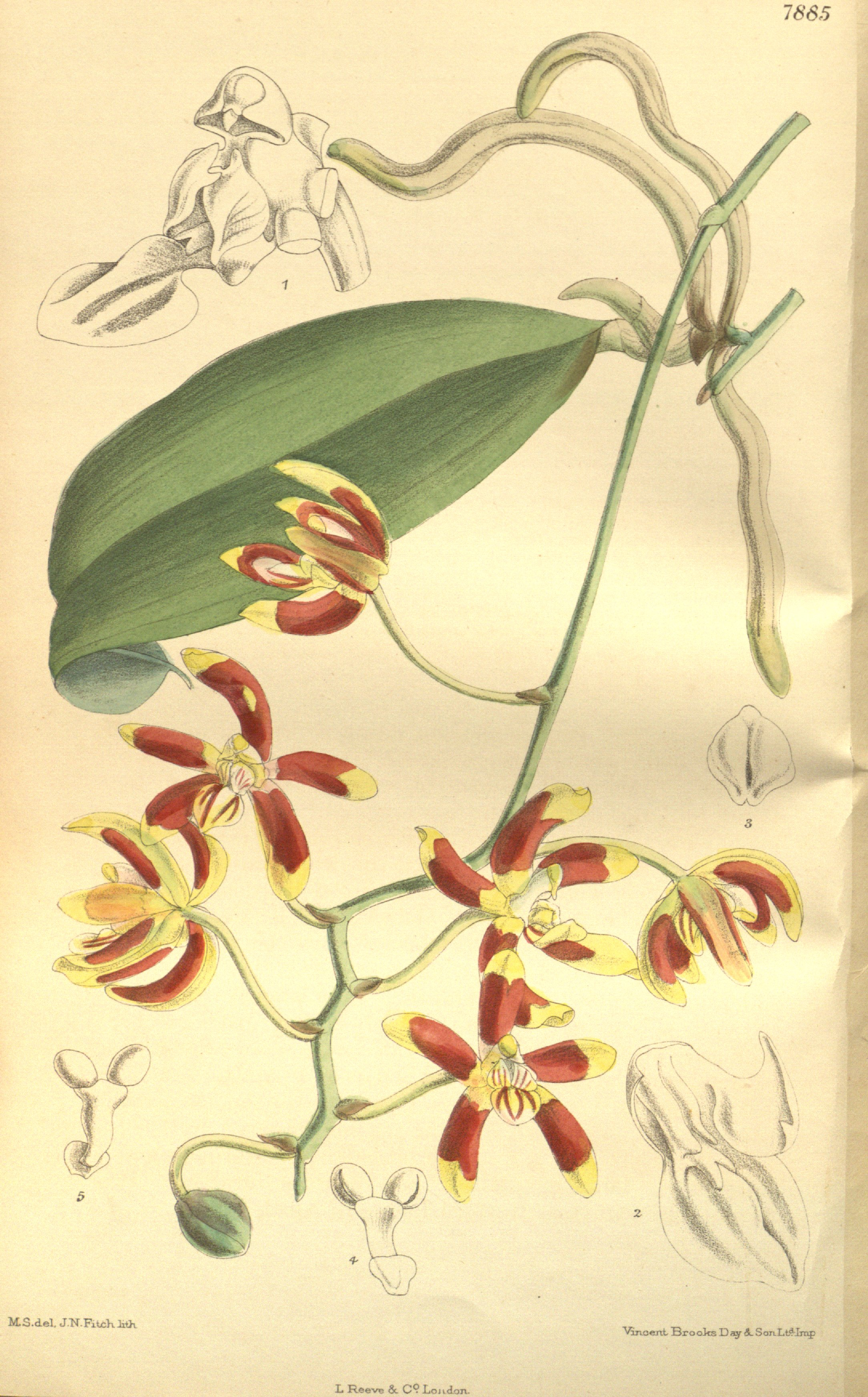
Phalaenopsis kunstleri
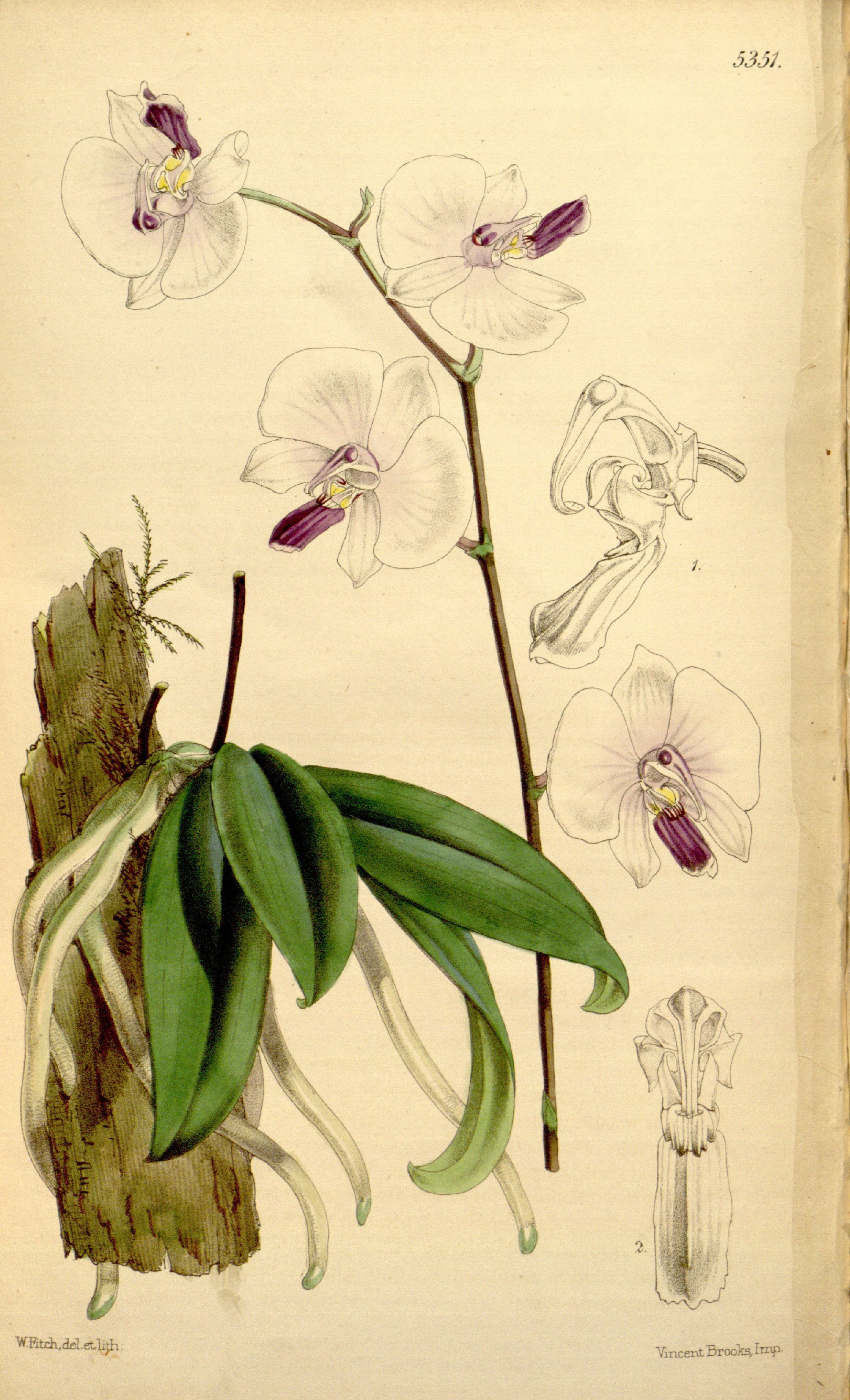
Phalaenopsis lowii
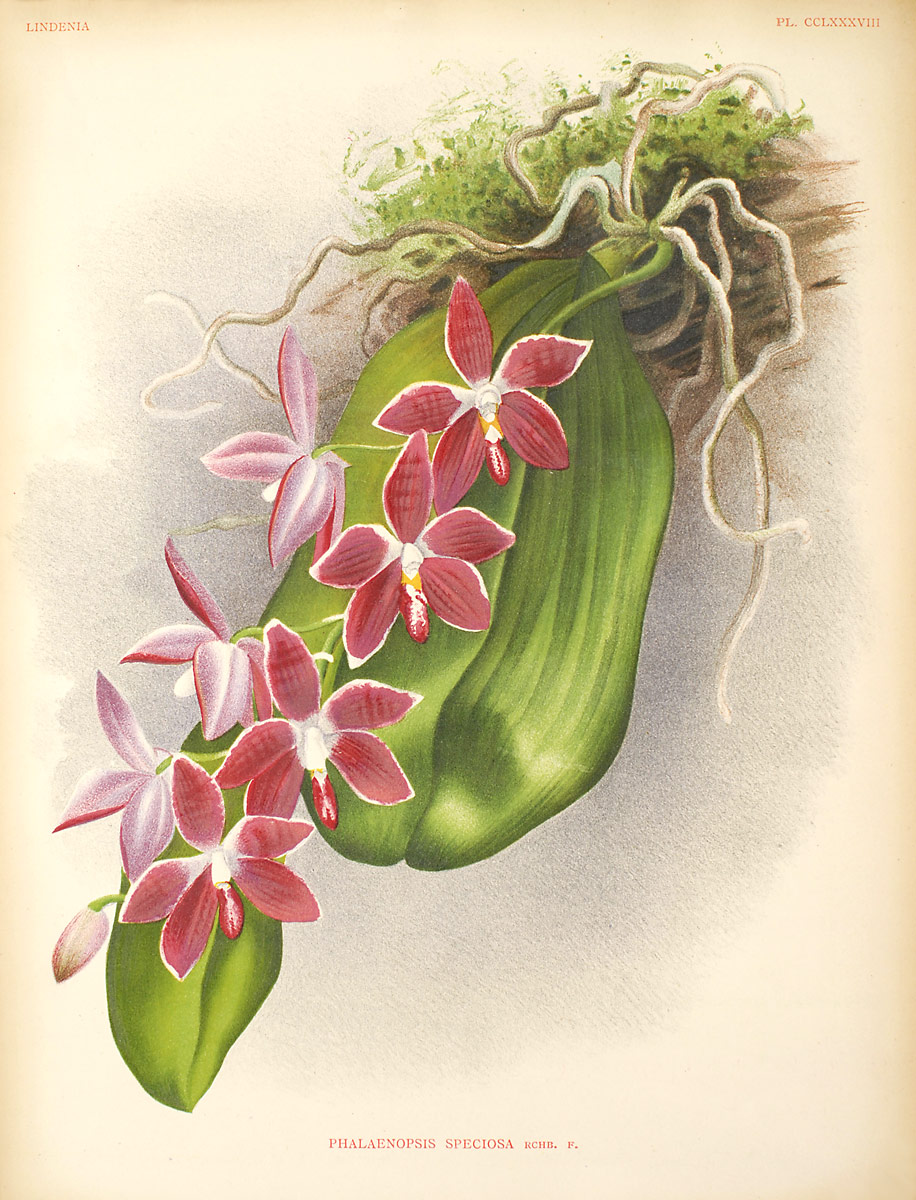
Phalaenopsis speciosa
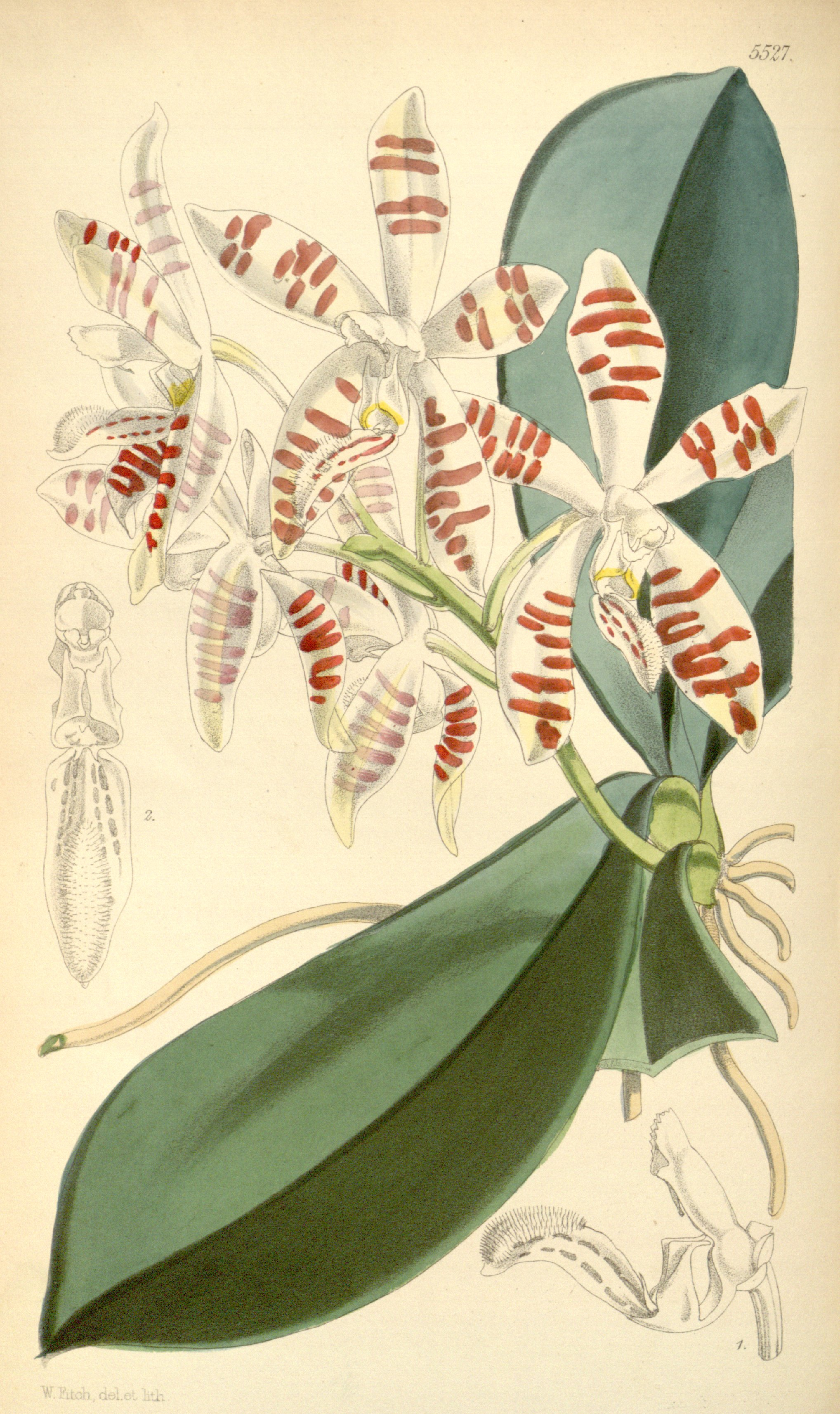
Phalaenopsis sumatrana
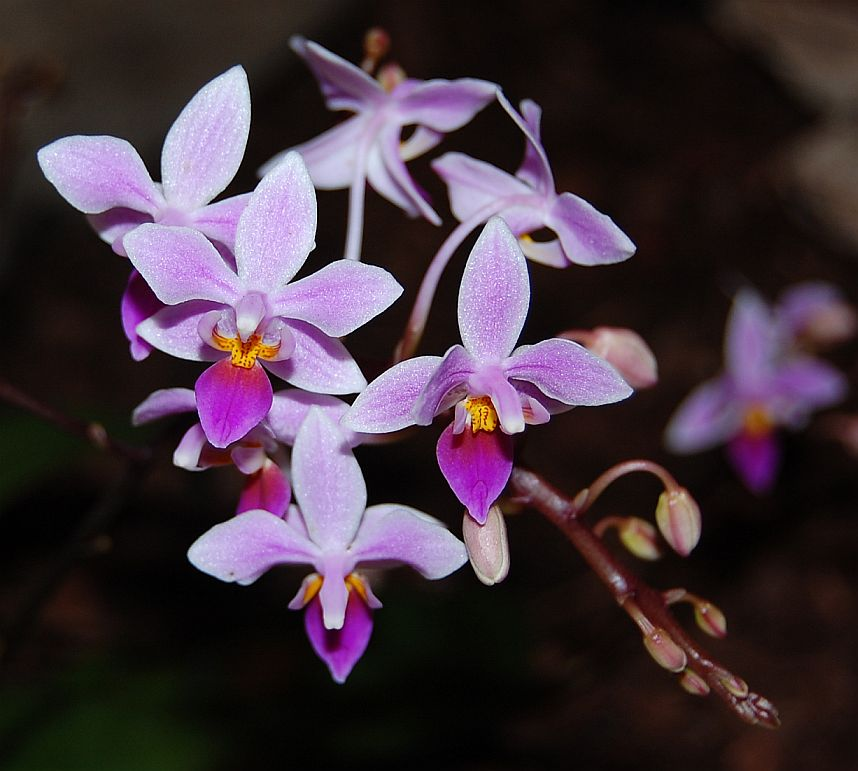
Phalaenopsis equestris
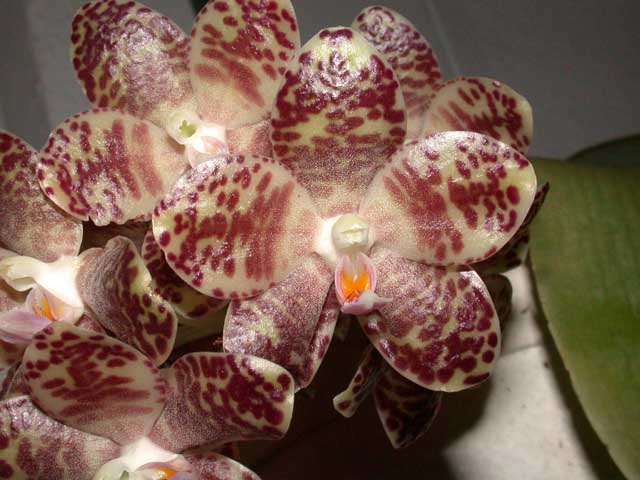
Phalaenopsis gigantea
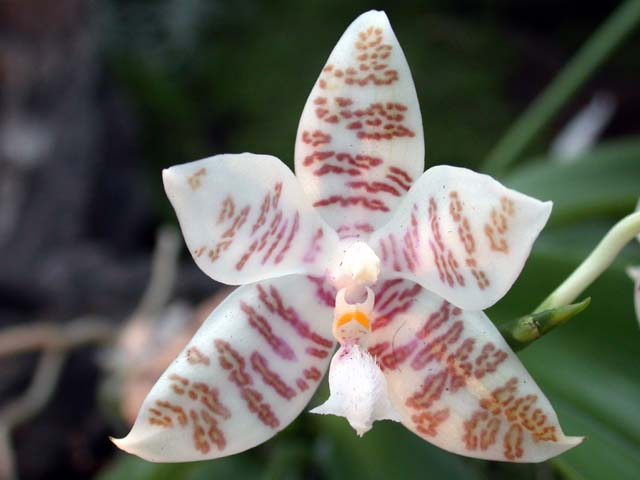
Phalaenopsis hieroglyphica
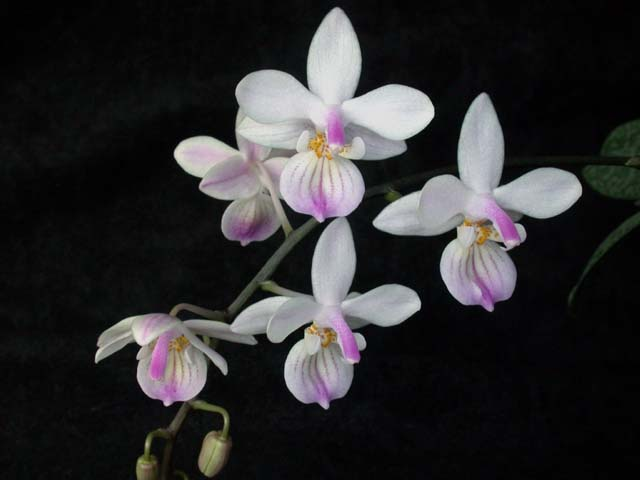
Phalaenopsis lindenii
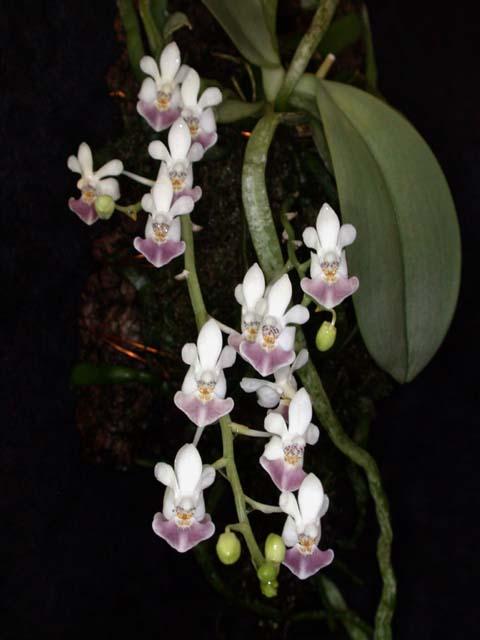
Phalaenopsis parishii
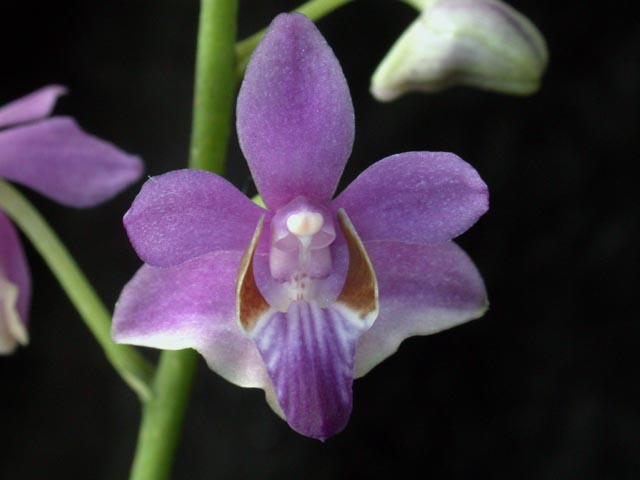
Phalaenopsis pulcherrima
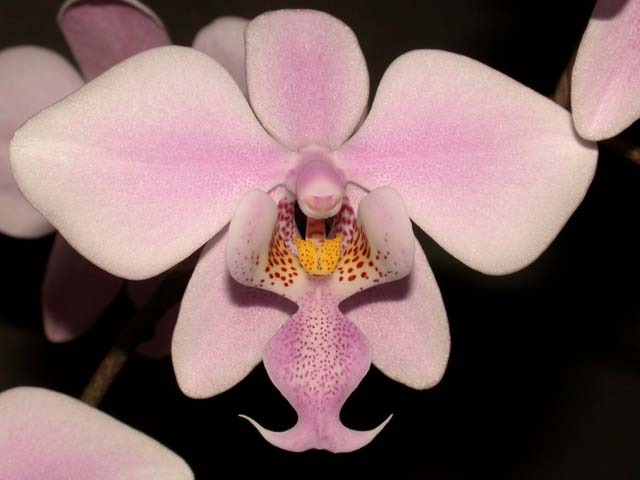
Phalaenopsis schilleriana
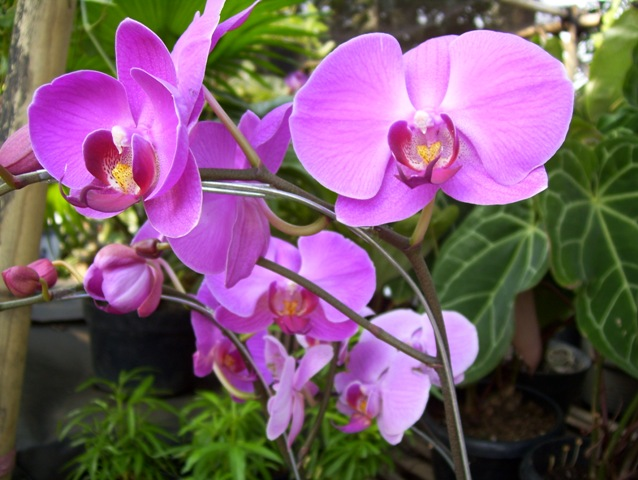
Гибридный фаленопсис

## Фаленопсис в культуре

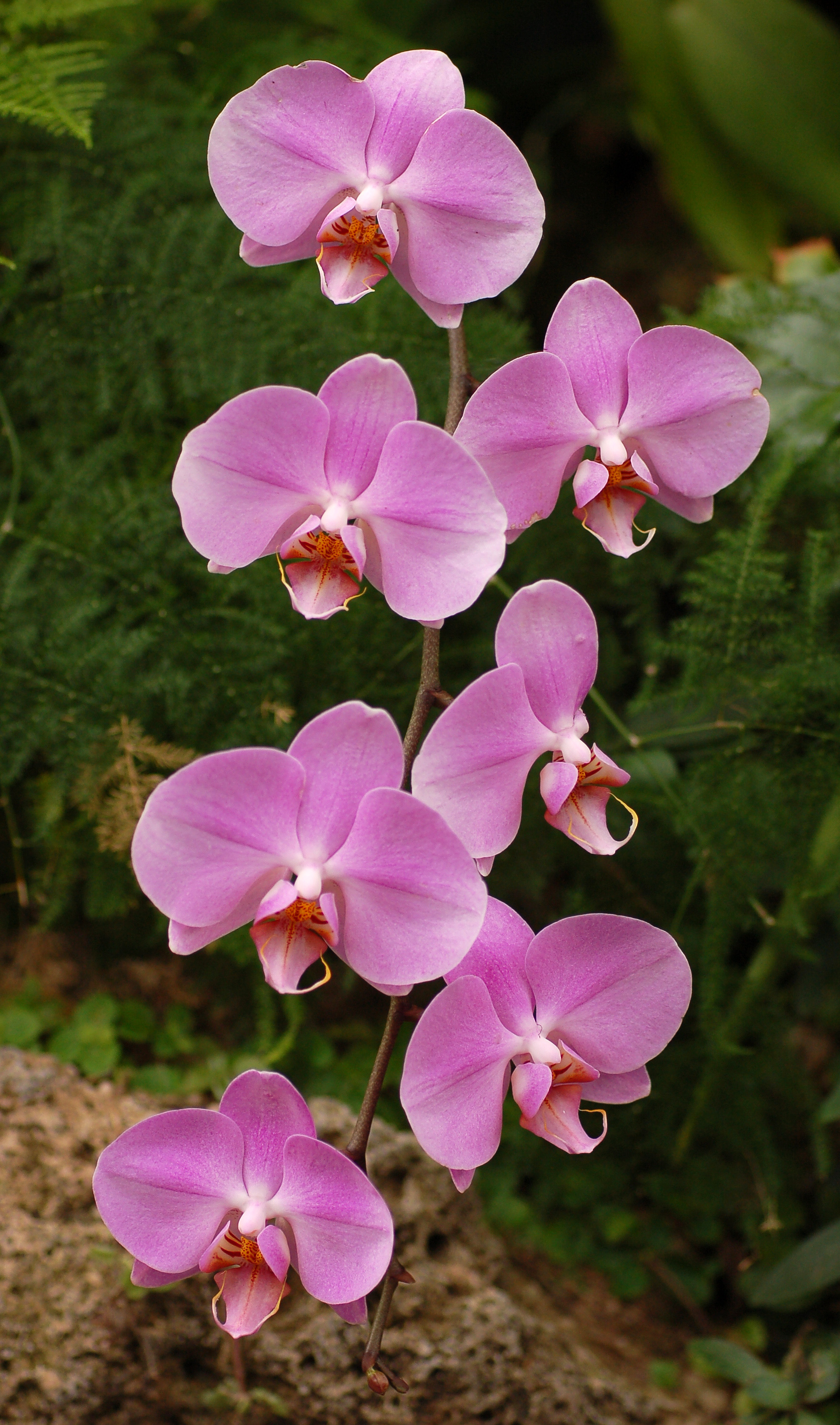
Гибридный фаленопсис

В комнатных условиях фаленопсисы выращивают либо в пластиковых горшках (часто прозрачных), либо методом блок-культуры. Прозрачные пластиковые горшки используются для контроля влажности субстрата и состояния корневой системы.
Большую часть видовых и гибридных фаленопсисов можно содержать при относительной влажности воздуха 40—50 %. Существует множество описанных случаев благополучного выращивания мощных эпифитных растений в условиях обычной квартиры, без опрыскиваний. Следует следить, чтобы вода не попадала в пазухи листьев: это может вызвать загнивание.
Большинство видов и гибридов относятся к тёплой температурной группе. Зимой и летом для них благоприятна температура 22—25 °C, ночью — не ниже 21 °C:50. Для успешного цветения желателен перепад между дневными и ночными температурами в 5—10 °C.
Большинство фаленопсисов — растения без чётко выраженного периода покоя, поэтому в течение всего года полив должен быть умеренный, но регулярный. Для полива используется вода (желательно мягкая или прошедшая очистку методом обратного осмоса) комнатной температуры.
Почти все фаленопсисы — эпифитные растения, в природных условиях они растут на стволах и ветвях деревьев. Влагой, минеральными и органическими веществами их обеспечивают многочисленные фотосинтезирующие воздушные корни, которыми они крепятся к коре деревьев и растительным остаткам скапливающимся в развилках ветвей. Поэтому в комнатной и оранжерейной культуре корням этих растений нужна циркуляция воздуха.
В качестве дренажа на дно горшка можно насыпать керамзит или кусочки пенопласта. Субстрат для посадки готовят из смеси крупных кусочков коры сосны.
Подкормки специальным удобрением для орхидей или комплексным минеральным удобрением производятся 1 раз в одну—две недели.
Пересадку осуществляют один раз в год после цветения.
Существует успешный опыт реанимации фаленопсисов, потерявших корни.

## Фаленопсис в литературе и кинематографе
«Вульф показывает свою коллекцию орхидей только знатокам, которые понимают в них толк. Он не терпит в оранжерее людей, делающих вид, будто они могут отличить фаленопсис Стюарта от фаленопсиса Шиллера, а на самом деле не знают разницы между розой и анютиными глазками».

«Все началось в Омахе» (1956) Рекс Стаут.